# Paverama
Paverama är en kommun i Brasilien.   Den ligger i delstaten Rio Grande do Sul, i den södra delen av landet, 1 600 km söder om huvudstaden Brasília. Antalet invånare är 8 047.
I omgivningarna runt Paverama växer i huvudsak städsegrön lövskog. Runt Paverama är det ganska glesbefolkat, med 25 invånare per kvadratkilometer.